# Ocupação alemã da França

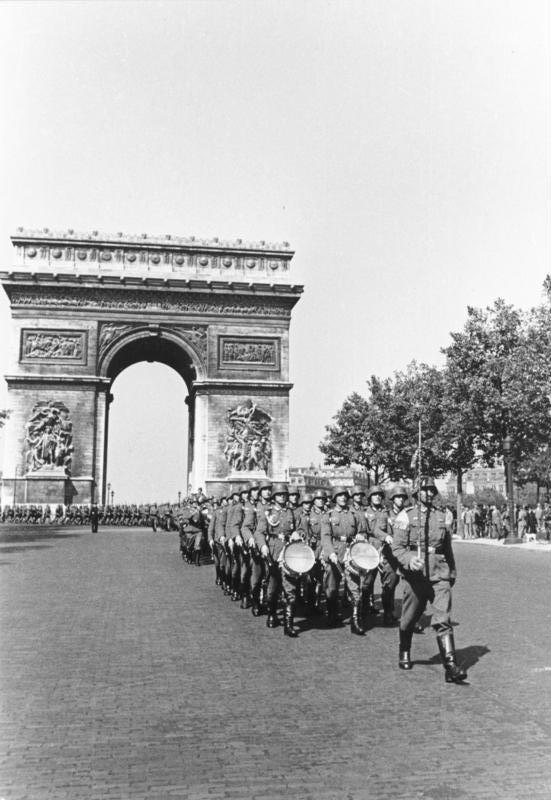
Soldados das Wehrmacht na Paris ocupada.

Administração Militar na França (em alemão:  Militärverwaltung in Frankreich; em francês:  Occupation de la France par l'Allemagne) foi uma autoridade militar provisória de ocupação pela Alemanha Nazista durante a Segunda Guerra Mundial. Manteve-se existente de maio de 1940 a dezembro de 1944. Como resultado da derrota da França e seus aliados na batalha da França, o gabinete francês procurou um cessar das hostilidades. Um armistício foi assinado em 22 de junho de 1940 em Compiègne. Nos termos do acordo, uma área designada no norte e no oeste da França, a zone occupée, foi ocupada pelo exército alemão, nesta região, o governo francês localizado em Vichy, liderado pelo Marechal Philippe Pétain, era um subordinado aos alemães. A maior parte do terço restante do país foi posto de lado como a zona livre, como sendo totalmente controlada pelo governo de Vichy. A Alsácia e Lorena foram reincorporadas à Alemanha propriamente dita (assim sujeitando a sua população masculina ao recrutamento militar alemão.) Vários departamentos ao longo da fronteira italiana foram ocupados por tropas italianas, enquanto as áreas ao longo da fronteira belga foram administradas pelas autoridades de ocupação alemãs em Bruxelas. Toda a costa atlântica foi declarada uma zona militar, colocando-a fora dos limites para civis franceses (exceto para os habitantes locais, que necessitaram de um passe especial). Tanto as partes desocupadas e ocupadas da França permaneceram legalmente sob o controle do governo de Vichy.
Quando os aliados invadiram a África do Norte em 8 de novembro de 1942, os alemães e os italianos ocuparam imediatamente a parte restante livre da França. A libertação da França começou em 6 de junho de 1944 com o desembarque das forças aliadas no Dia D e a Batalha da Normandia e terminou em dezembro. A própria Paris foi libertada em 25 de agosto de 1944. Em 1941 foi feito um concurso internacional de charges antissemitas no país sobre a salvaguarda do Terceiro Reich e promovido pelo jornal Je suis partout além de bancos e indústrias estrangeiras terem explorado a economia francesa em campos de concentração a favor do esforço de guerra alemão. O pico do índice de Gini da França ocupada chegou a ser entre 0,4 e 0,5 entre 1940 e 1944

## Estrutura administrativa
Depois que a Alemanha e a França concordaram em um armistício após as derrotas de maio e junho, o coronel-general Wilhelm Keitel e o general Charles Huntzinger, representantes do Terceiro Reich e do governo francês do marechal Philippe Pétain, respectivamente, assinaram-no em 22 de junho de 1940 na clareira de Rethondes, na floresta de Compiègne. Como foi feito no mesmo local e no mesmo vagão onde assinou-se o armistício que encerrou a Primeira Guerra Mundial quando a Alemanha se rendeu, é conhecido como o armistício da Segunda Compiègne.

A França foi dividida em uma zona norte ocupada e uma zona sul desocupada, de acordo com a convenção de armistício "a fim de proteger os interesses do Reich alemão".  O império colonial francês permaneceu sob a autoridade do regime de Vichy do marechal Pétain. A soberania francesa deveria ser exercida sobre todo o território francês, incluindo a zona ocupada, Alsácia e Mosela, mas o terceiro artigo do armistício estipulava que as autoridades francesas na zona ocupada teriam que obedecer à administração militar e que a Alemanha exerceria os direitos de uma potência ocupante dentro dela:
Na região ocupada da França, o Reich alemão exerce todos os direitos de uma potência ocupante. O Governo francês compromete-se a facilitar por todos os meios possíveis a aplicação destes direitos e a prestar assistência aos serviços administrativos franceses para o efeito. O governo francês instruirá imediatamente todos os funcionários e administradores do território ocupado a cumprir os regulamentos e a colaborar plenamente com as autoridades militares alemãs. 
A administração militar era responsável pelos assuntos civis na França ocupada. Foi dividido em Kommandanturen (singular Kommandantur), em ordem hierárquica decrescente Oberfeldkommandanturen, Feldkommandanturen, Kreiskommandanturen e Ortskommandanturen. Os assuntos navais alemães na França eram coordenados por meio de um escritório central conhecido como Höheres Kommando der Marinedienststellen dem Groß-Paris (Comando Supremo de Serviços Navais na Área da Grande Paris), que por sua vez respondia a um comandante sênior de toda a França conhecido como Almirante Frankreich. Depois do Caso Anton, o comando naval "Almirante Frankreich" foi dividido em escritórios menores que respondiam diretamente ao comando operacional do Grupo da Marinha Oeste.

## Colaboracionismo

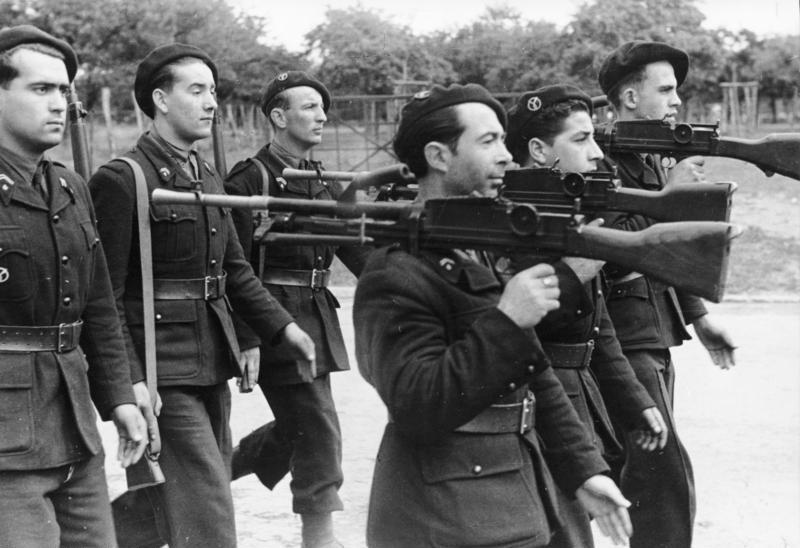
Membros da Milícia Francesa, um grupo de fascistas franceses que lutavam pelos alemães.

A fim de reprimir guerrilheiros e combatentes da resistência, a administração militar cooperou estreitamente com a Gestapo, o Sicherheitsdienst (SD), o serviço de inteligência da SS, e o Sicherheitspolizei (SiPo), sua polícia de segurança. Também tinha à sua disposição o apoio das autoridades francesas e das forças policiais, que tiveram que cooperar de acordo com as condições estabelecidas no armistício, para prender judeus, antifascistas e outros dissidentes, e fazê-los desaparecer em Nacht und Nebel, "Noite e Neblina". Também contou com a ajuda de notáveis colaboradores franceses como Paul Touvier e Maurice Papon, juntamente com auxiliares franceses colaboracionistas como o Milice, o Franc-Gardes e o Serviço de Ordem Legionária. Os dois principais partidos políticos colaboracionistas foram o Partido Popular Francês (PPF) e a União Popular Nacional (RNP), cada um com 20 000 a 30 000 membros.
A Milícia participou com a Gestapo na captura de membros da resistência e minorias, incluindo judeus, para envio a centros de detenção, como o campo de internamento de Drancy, a caminho de Auschwitz, e outros campos de concentração alemães, incluindo Dachau, Buchenwald e Mauthausen.
Alguns franceses também se ofereceram diretamente nas forças alemãs para lutar pela Alemanha e / ou contra os bolcheviques, como a Legião dos Voluntários Franceses Contra o Bolchevismo. Voluntários deste e de outros grupos mais tarde constituíram o quadro da 33ª Divisão de Granadeiros Waffen do SS Carlos Magno (1º Francês).
Stanley Hoffmann em 1974 e depois dele, outros historiadores como Robert Paxton e Jean-Pierre Azéma usaram o termo collaborationnistes para se referir a fascistas e simpatizantes do nazismo que, por razões ideológicas, desejavam uma colaboração reforçada com a Alemanha de Hitler, em contraste com "colaboradores", pessoas que apenas cooperavam por interesse próprio. Exemplos disso são o líder do PPF, Jacques Doriot, o escritor Robert Brasillach ou Marcel Déat. A principal motivação e fundamento ideológico entre os colaboradores era o anticomunismo.

## Ações antipartidárias
O "Apelo de 18 de junho" do governo da França Livre de De Gaulle no exílio em Londres teve pouco efeito imediato, e poucos se juntaram às Forças Francesas do Interior além daqueles que já haviam ido para o exílio para se juntar à França Livre. Após a invasão da União Soviética em junho de 1941, o Partido Comunista Francês, até então sob ordens do Comintern para permanecer passivo contra os ocupantes alemães, começou a montar ações contra eles. De Gaulle enviou Jean Moulin de volta à França como seu elo formal com os irregulares em todo o país ocupado para coordenar os oito principais grupos de resistência em uma organização. O Moulin conseguiu seu acordo para formar o Conselho Nacional da Resistência (Conseil National de la Résistance).
Moulin acabou sendo capturado e morreu sob tortura brutal pela Gestapo. A resistência se intensificou depois que ficou claro que a maré da guerra havia mudado após a derrota do Reich em Stalingrado no início de 1943 e, em 1944, grandes áreas remotas estavam fora do controle dos militares alemães e zonas livres para os maquisards, assim chamados após o matagal maquis que fornecia terreno ideal para a guerra de guerrilha.
A ação antipartidária mais importante foi a Batalha de Vercors. O mais infame foi o massacre de Oradour-sur-Glane. Outras atrocidades notáveis cometidas foram o massacre de Tulle, o massacre de Le Paradis, o massacre de Maillé e o massacre de Ascq. Grandes maquis onde operações militares significativas foram conduzidas incluíram o maquis du Vercors, o maquis du Limousin, o maquis des Glières, o maquis du Mont Mouchet e o maquis de Saint-Marcel. As principais operações de captura incluíram o Rodeio de Marselha e o Vel' d'Hiv Roundup.
Embora a maioria da população francesa não tenha participado da resistência ativa, muitos resistiram passivamente por meio de atos como ouvir a proibida Rádio Londres da BBC ou dar ajuda material ou colateral aos membros da Resistência. Outros ajudaram na fuga de aviadores americanos ou britânicos abatidos que acabaram voltando para a Grã-Bretanha, muitas vezes pela Espanha.
Na véspera da libertação, numerosas facções de nacionalistas, anarquistas, comunistas, socialistas e outros, contando entre 100 000 e até 400 000 combatentes, estavam lutando ativamente contra as forças de ocupação. Apoiados pelo Executivo de Operações Especiais e pelo Escritório de Serviços Estratégicos que lançaram armas e suprimentos, bem como agentes infiltrados como Nancy Wake, que forneciam aconselhamento tático e habilidades especializadas como operação de rádio e demolição, eles sabotaram sistematicamente linhas ferroviárias, destruíram pontes, cortaram linhas de abastecimento alemãs, e forneceu inteligência geral às forças aliadas. As operações antipartidárias alemãs fizeram cerca de 13 000 a 16 000 vítimas francesas, incluindo 4 000 a 5 000 civis inocentes.
No final da guerra, cerca de 580 000 franceses morreram (40 000 deles pelas forças aliadas ocidentais durante os bombardeios das primeiras 48 horas da Operação Overlord). As mortes de militares foram de 92 000 em 1939-40. Cerca de 58 000 foram mortos em ação de 1940 a 1945 lutando nas forças da França Livre. Cerca de 40 000 malgré-nous ("contra a nossa vontade"), cidadãos da Alsácia-Lorena reanexada convocados para a Wehrmacht, tornaram-se vítimas. As vítimas civis totalizaram cerca de 150 000 (60 000 por bombardeios aéreos, 60 000 na resistência e 30 000 assassinados pelas forças de ocupação alemãs). O total de prisioneiros de guerra e deportados foi de cerca de 1,9 milhão. Destes, cerca de 240 000 morreram em cativeiro. Estima-se que 40 000 eram prisioneiros de guerra, 100 000 deportados raciais, 60 000 prisioneiros políticos e 40 000 morreram como trabalhadores escravos.

## Forças de ocupação
A Wehrmacht manteve um número variável de divisões na França. 100 000 alemães estavam em toda a zona alemã na França em dezembro de 1941.  Quando a maior parte da Wehrmacht estava lutando na frente oriental, as unidades alemãs foram transferidas para a França para descansar e se reequipar. O número de tropas aumentou quando a ameaça de invasão aliada começou a se tornar grande, com o ataque de Dieppe marcando seu verdadeiro início. As ações dos comandos canadenses e britânicos contra as tropas alemãs levaram Hitler a condená-los como guerra irregular. Em sua Ordem de Comando, ele negou-lhes o status de combatente legal e ordenou que fossem entregues ao serviço de segurança da SS quando capturados e passíveis de serem sumariamente executados. À medida que a guerra avançava, guarnecer a Muralha do Atlântico e suprimir a resistência tornou-se tarefas cada vez mais pesadas.

## Propaganda
A propaganda militar para os países europeus sob ocupação estava sediada em Potsdam. Havia um batalhão de propaganda em cada país ocupado, com sede na cidade principal ou capital. Isso foi subdividido em nível regional. O quartel-general da França ficava no Hotel Majestic em Paris, com seções de propaganda (Staffel) em Bordeaux, Dijon e outras cidades.
Um Propagandastaffel ("esquadrão de propaganda") foi um serviço encarregado pelas autoridades alemãs de fazer propaganda e controlar a imprensa francesa e a publicação durante a ocupação da França. Seções (Staffel, "esquadrão") em cada cidade importante.
Após sua vitória em junho de 1940, as autoridades de ocupação contaram com a embaixada alemã em Paris (Hôtel Beauharnais) para monitorar publicações, programas e transmissões de rádio. Eles então criaram o Propaganda-Abteilung Frankreich (Departamento de Propaganda da França), que desenvolveu serviços de propaganda e censura nazistas chamados Propagandastaffel nas várias regiões da França.
Cada Propagandastaffel era liderado por um comandante e empregava cerca de trinta pessoas. Havia Sonderführers (diretores especiais) encarregados de áreas específicas: censura de shows e peças de teatro, publicação e imprensa, obras cinematográficas e publicidade pública e discursos. Os diretores, escolhidos por suas habilidades em questões civis, usavam trajes militares e estavam sujeitos à regulamentação militar.

## Consequências

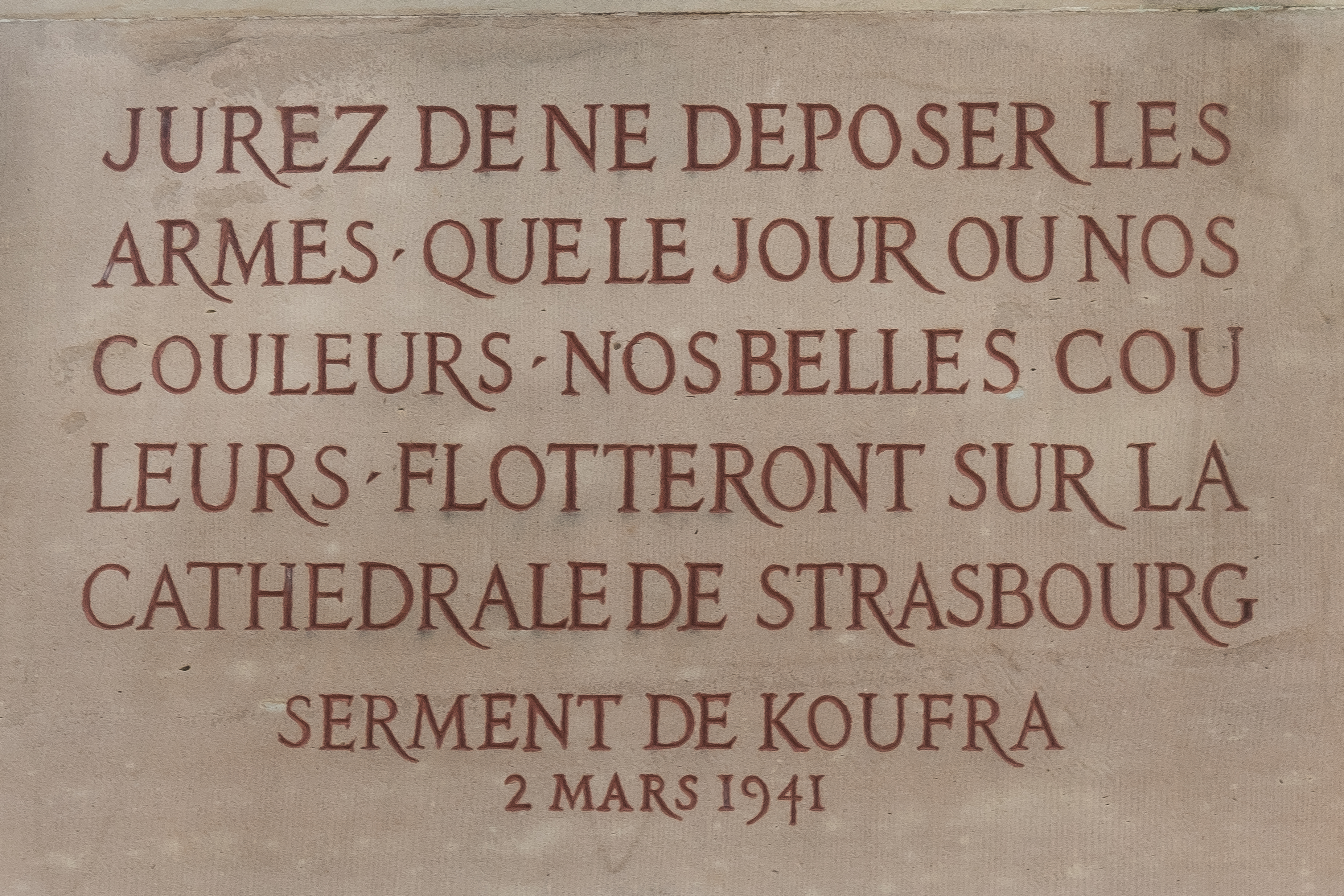
Uma placa comemorativa do Juramento de Kufra perto da catedral de Estrasburgo, capital da Alsácia e Elsaß-Lothringen, e depois da guerra, uma capital da Europa como símbolo de paz e reconciliação.

A Libertação da França foi o resultado das operações aliadas Overlord e Dragoon no verão de 1944. A maior parte da França foi libertada em setembro de 1944. Algumas das bases submarinas francesas fortemente fortificadas da costa atlântica permaneceram "fortalezas" até a capitulação alemã em maio de 1945. O governo de exílio da França Livre declarou o estabelecimento de uma República Francesa provisória, garantindo a continuidade com a extinta Terceira República. Começou a levantar novas tropas para participar do avanço para o Reno e da invasão da Alemanha, usando as Forças Francesas do Interior como quadros militares e efetivos de combatentes experientes para permitir uma expansão muito grande e rápida do Exército de Libertação Francês (Armée française de la Libération). Graças ao Lend-Lease, estava bem equipado e bem abastecido, apesar da perturbação econômica trazida pela ocupação, e cresceu de 500 000 homens no verão de 1944 para mais de 1,3 milhão no dia V-E, tornando-se o quarto maior exército aliado na Europa.
A 2ª Divisão Blindada francesa, ponta de lança das forças da França Livre que participaram da Campanha da Normandia e libertaram Paris em 25 de agosto de 1944, passou a libertar Estrasburgo em 22 de novembro de 1944, cumprindo assim o Juramento de Kufra feito pelo general Leclerc quase quatro anos antes. A unidade sob seu comando, pouco acima do tamanho da companhia quando capturou o forte italiano, havia se transformado em uma divisão blindada de força total.
A ponta de lança do Primeiro Exército da França Livre, que desembarcou na Provença em 15 de agosto de 1944, foi o I Corpo de exército. Sua unidade líder, a 1ª Divisão Blindada francesa, foi a primeira unidade aliada ocidental a chegar ao Ródano (25 de agosto de 1944), ao Reno (19 de novembro de 1944) e ao Danúbio (21 de abril de 1945). Em 22 de abril de 1945, capturou o enclave de Sigmaringen em Baden-Württemberg, onde os últimos exilados do regime de Vichy, incluindo o marechal Pétain, foram hospedados pelos alemães em um dos castelos ancestrais da dinastia Hohenzollern.
Colaboradores foram levados a julgamento em expurgos legais (épuration légale), e vários foram executados por alta traição, entre eles Pierre Laval, primeiro-ministro de Vichy em 1942-44. O marechal Pétain, "Chefe do Estado francês" e herói de Verdun, também foi condenado à morte (14 de agosto de 1945), mas sua sentença foi comutada para prisão perpétua três dias depois.  Milhares de colaboradores foram sumariamente executados pelas forças locais da Resistência nos chamados "expurgos selvagens" (épuration sauvage).